# Liste der britischen Kriegsminister
Das Amt des Kriegsministers (Secretary of State for War) war von 1794 bis 1964 ein Kabinettsposten der britischen Regierung. 1801 wurde das Amt um die Zuständigkeit für die britischen Kolonien erweitert (Secretary of State for War and the Colonies), bevor 1854 wieder ein eigenständiger Kolonialministerposten eingeführt wurde. Das unabhängig seit 1661 existierende Amt des Secretary at War wurde 1863 abgeschafft. 1964 wurde der Aufgabenbereich des Kriegsministers wie auch des Ersten Lords der Admiralität und des Luftfahrtministers dem Secretary of Defence zugeteilt und das Amt abgeschafft.
| Name | Amtszeit                               | in Kabinett(en)                        |
| Secretary of State for War (1796–1801)                                                                    | Secretary of State for War (1796–1801) | Secretary of State for War (1796–1801) |
| --- | -------------------------------------- | -------------------------------------- |
| Henry Dundas, 1. Viscount Melville                                                                        | 11. Juli 1794 – 17. März 1801          | Pitt                                   |
| Secretary of State for War and the Colonies (1801–1854) siehe Secretary of State for War and the Colonies |                                        |                                        |
| Secretary of State for War (1854–1964)                                                                    |                                        |                                        |
| Henry Pelham-Clinton, 5. Duke of Newcastle                                                                | 12. Juni 1854 – 30. Januar 1855        | Aberdeen                               |
| Fox Maule-Ramsay, 11. Earl of Dalhousie                                                                   | 8. Februar 1855 – 21. Februar 1858     | Palmerston                             |
| Jonathan Peel                                                                                             | 26. Februar 1858 – 11. Juni 1859       | Derby                                  |
| Sidney Herbert, 1. Baron Herbert of Lea                                                                   | 18. Juni 1859 – 22. Juli 1861          | Palmerston                             |
| George Cornewall Lewis                                                                                    | 23. Juli 1861 – 13. April 1863         | Palmerston                             |
| George Robinson, 1. Marquess of Ripon                                                                     | 28. April 1863 – 16. Februar 1866      | Palmerston, Russell                    |
| Spencer Cavendish, 8. Duke of Devonshire                                                                  | 16. Februar 1866 – 26. Juni 1866       | Russell                                |
| Jonathan Peel                                                                                             | 6. Juli 1866 – 8. März 1867            | Derby                                  |
| Sir John Pakington                                                                                        | 8. März 1867 – 1. Dezember 1868        | Derby, Disraeli                        |
| Edward Cardwell, 1. Viscount Cardwell                                                                     | 9. Dezember 1868 – 17. Februar 1874    | Gladstone                              |
| Gathorne Hardy, 1. Earl of Cranbrook                                                                      | 21. Februar 1874 – 2. April 1878       | Disraeli                               |
| Frederick Arthur Stanley, 16. Earl of Derby                                                               | 2. April 1878 – 21. April 1880         | Disraeli                               |
| Hugh Childers                                                                                             | 28. April 1880 – 16. Dezember 1882     | Gladstone                              |
| Spencer Cavendish, 8. Duke of Devonshire                                                                  | 16. Dezember 1882 – 9. Juni 1885       | Gladstone                              |
| William Henry Smith                                                                                       | 24. Juni 1885 – 21. Januar 1886        | Salisbury                              |
| Gathorne Hardy, 1. Earl of Cranbrook                                                                      | 21. Januar 1886 – 6. Februar 1886      | Salisbury                              |
| Henry Campbell-Bannerman                                                                                  | 6. Februar 1886 – 20. Juli 1886        | Gladstone                              |
| William Henry Smith                                                                                       | 3. August 1886 – 14. Januar 1887       | Salisbury                              |
| Edward Stanhope                                                                                           | 14. Januar 1887 – 11. August 1892      | Salisbury                              |
| Henry Campbell-Bannerman                                                                                  | 18. August 1892 – 21. Juni 1895        | Gladstone, Rosebery                    |
| Henry Petty-FitzMaurice, 5. Marquess of Lansdowne                                                         | 4. Juli 1895 – 12. November 1900       | Salisbury                              |
| William St John Brodrick, 1. Earl of Midleton                                                             | 12. November 1900 – 6. Oktober 1903    | Salisbury, Balfour                     |
| Hugh Oakeley Arnold-Forster                                                                               | 6. Oktober 1903 – 4. Dezember 1905     | Balfour                                |
| Richard Haldane, 1. Viscount Haldane                                                                      | 10. Dezember 1905 – 12. Juni 1912      | Campbell-Bannerman, Asquith            |
| J. E. B. Seely, 1. Baron Mottistone                                                                       | 12. Juni 1912 – 30. März 1914          | Asquith                                |
| Herbert Henry Asquith                                                                                     | 30. März 1914 – 5. August 1914         | Asquith                                |
| Herbert Kitchener, 1. Earl Kitchener of Khartoum                                                          | 5. August 1914 – 5. Juni 1916          | Asquith                                |
| David Lloyd George                                                                                        | 6. Juli 1916 – 5. Dezember 1916        | Asquith                                |
| Edward Stanley, 17. Earl of Derby                                                                         | 10. Dezember 1916 – 18. April 1918     | Lloyd George                           |
| Alfred Milner, 1. Viscount Milner                                                                         | 18. April 1918 – 10. Januar 1919       | Lloyd George                           |
| Winston Churchill                                                                                         | 10. Januar 1919 – 13. Februar 1921     | Lloyd George                           |
| Laming Worthington-Evans                                                                                  | 13. Februar 1921 – 19. Oktober 1922    | Lloyd George                           |
| Edward Stanley, 17. Earl of Derby                                                                         | 24. Oktober 1922 – 22. Januar 1924     | Bonar Law, Baldwin                     |
| Stephen Walsh                                                                                             | 22. Januar 1924 – 3. November 1924     | MacDonald                              |
| Laming Worthington-Evans                                                                                  | 6. November 1924 – 4. Juni 1929        | Baldwin                                |
| Thomas Shaw                                                                                               | 7. Juni 1929 – 24. August 1931         | MacDonald                              |
| Robert Crewe-Milnes, 1. Marquess of Crewe                                                                 | 25. August 1931 – 5. November 1931     | MacDonald                              |
| Douglas Hogg, 1. Viscount Hailsham                                                                        | 5. November 1931 – 7. Juni 1935        | MacDonald                              |
| Edward Frederick Lindley Wood, 1. Earl of Halifax                                                         | 7. Juni 1935 – 22. November 1935       | Baldwin                                |
| Alfred Cooper                                                                                             | 22. November 1935 – 28. Mai 1937       | Baldwin                                |
| Leslie Hore-Belisha, 1. Baron Hore-Belisha                                                                | 28. Mai 1937 – 5. Januar 1940          | Chamberlain                            |
| Oliver Stanley                                                                                            | 5. Januar 1940 – 11. Mai 1940          | Chamberlain                            |
| Anthony Eden                                                                                              | 11. Mai 1940 – 22. Dezember 1940       | Churchill                              |
| David Margesson, 1. Viscount Margesson                                                                    | 22. Dezember 1940 – 22. Februar 1942   | Churchill                              |
| Percy James Grigg                                                                                         | 22. Februar 1942 – 26. Juli 1945       | Churchill                              |
| Jack Lawson                                                                                               | 3. August 1945 – 4. Oktober 1946       | Attlee                                 |
| Frederick Bellenger                                                                                       | 4. Oktober 1946 – 7. Oktober 1947      | Attlee                                 |
| Emanuel Shinwell                                                                                          | 7. Oktober 1947 – 28. Februar 1950     | Attlee                                 |
| John Strachey                                                                                             | 28. Februar 1950 – 26. Oktober 1951    | Attlee                                 |
| Antony Head, 1. Viscount Head                                                                             | 31. Oktober 1951 – 18. Oktober 1956    | Churchill, Eden                        |
| John Hare, 1. Viscount Blakenham                                                                          | 18. Oktober 1956 – 6. Januar 1958      | Eden, Macmillan                        |
| Christopher Soames                                                                                        | 6. Januar 1958 – 27. Juli 1960         | Macmillan                              |
| John Profumo                                                                                              | 27. Juli 1960 – 5. Juni 1963           | Macmillan                              |
| Joseph Godber                                                                                             | 27. Juni 1963 – 21. Oktober 1963       | Macmillan                              |
| James Ramsden                                                                                             | 21. Oktober 1963 – 1. April 1964       | Douglas-Home                           |